# كاترين كوكي
كاترين كوكي (بالإنجليزية: Catherine Cooke)‏ هي مهندسة معمارية بريطانية، ولدت في 2 أغسطس 1942 في بيشوب ستورتفورد ‏ في المملكة المتحدة، وتوفيت في 20 فبراير 2004.